# Szczodrowo (gromada)
Szczodrowo – dawna gromada, czyli najmniejsza jednostka podziału terytorialnego Polskiej Rzeczypospolitej Ludowej w latach 1954–1972.
Gromady, z gromadzkimi radami narodowymi (GRN) jako organami władzy najniższego stopnia na wsi, funkcjonowały od reformy reorganizującej administrację wiejską przeprowadzonej jesienią 1954 do momentu ich zniesienia z dniem 1 stycznia 1973, tym samym wypierając organizację gminną w latach 1954–1972.
Gromadę Szczodrowo z siedzibą GRN w Szczodrowie utworzono – jako jedną z 8759 gromad na obszarze Polski – w powiecie kościerskim w woj. gdańskim na mocy uchwały nr 18/III/54 WRN w Gdańsku z dnia 5 października 1954. W skład jednostki weszły obszary dotychczasowych gromad Bożepole Królewskie, Szczodrowo i Nowy Wiec (bez osady Rymanowiec) ze zniesionej gminy Skarszewy w tymże powiecie. Dla gromady ustalono 11 członków gromadzkiej rady narodowej.
1 stycznia 1960 gromadę zniesiono, a jej obszar włączono do gromad: Wysin (miejscowości Nowy Wiec i Szczodrowski Młyn)  i Skarszewy (miejscowości Bożepole, Przerębska Huta, Szczodrowo i Celmerostwo) w tymże powiecie.